# Rhoon
Rhoon ist ein Dorf in der niederländischen Provinz Südholland und liegt auf der Flussinsel IJsselmonde. Es besteht Anschluss an die Metro Rotterdam. 
Aus einem Donjon von 1432 entstand das Schloss Rhoon. Das ritterschaftliche Gebäude kaufte 1683 Johann Wilhelm Bentinck, 1. Earl of Portland. 1830 ging es an einen Reeder aus Rotterdam. Im 16. Jahrhundert wurde daneben eine Kirche gebaut. 1669 gab es ein großes Feuer und 1775 eine Überflutung und auch die Flutkatastrophe von 1953 wirkte sich aus. 
Als 1944 ein deutscher Soldat in Rhoon an einem Elektrokabel ums Leben kam, wurde das von der Wehrmacht als Sabotageakt gewertet und sieben vage verdächtige Einwohner wurden ohne Gerichtsverhandlung aus Rache (zur Vergeltung) erschossen. 1949 wurde der seinerzeitige Befehlshaber und Oberleutnant Karl Schmitz in den Niederlanden zu vierzehn Jahren Gefängnis verurteilt.
1985 wurde das Dorf nach Albrandswaard eingemeindet.

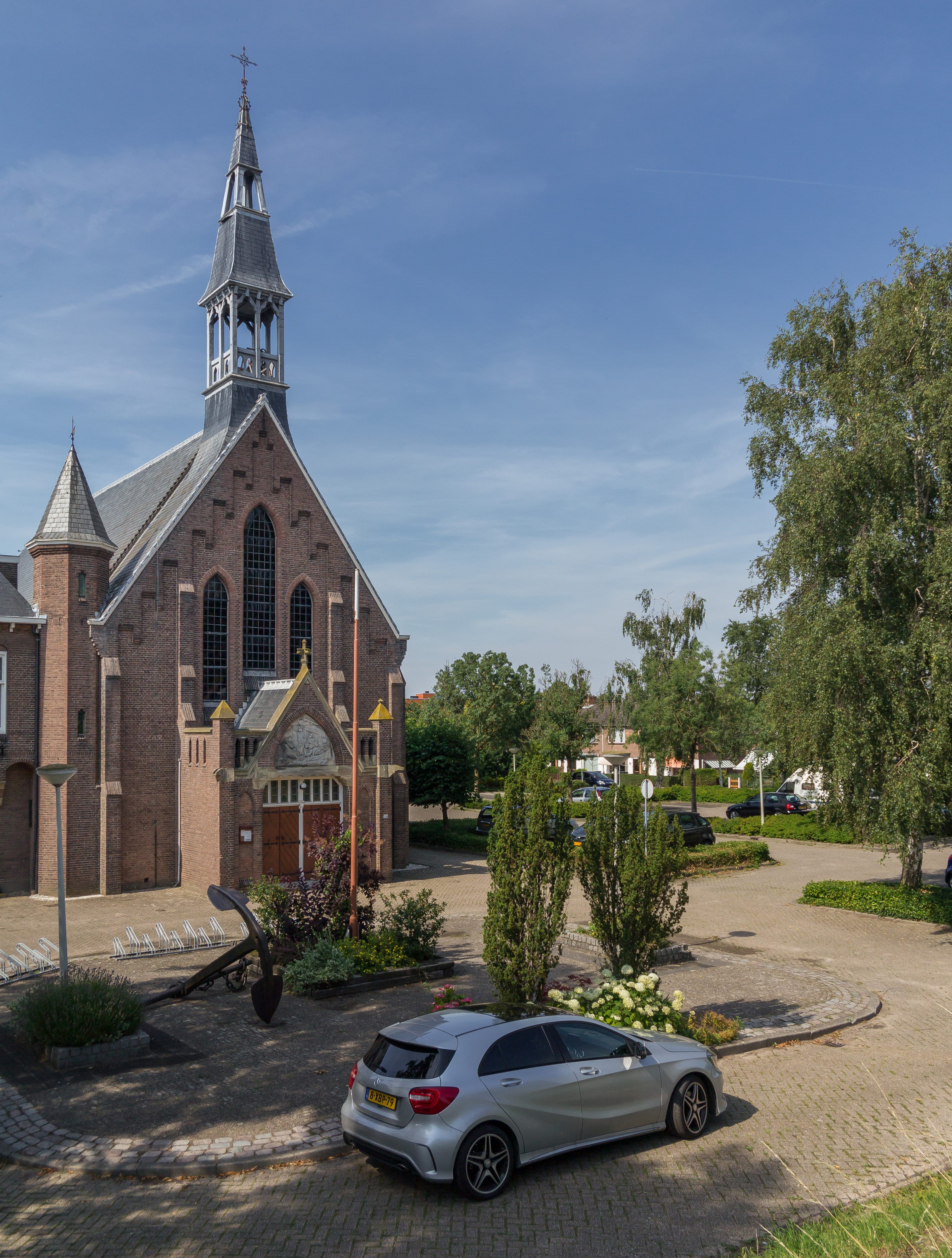
Kirche: de Sint Willibrorduskerk

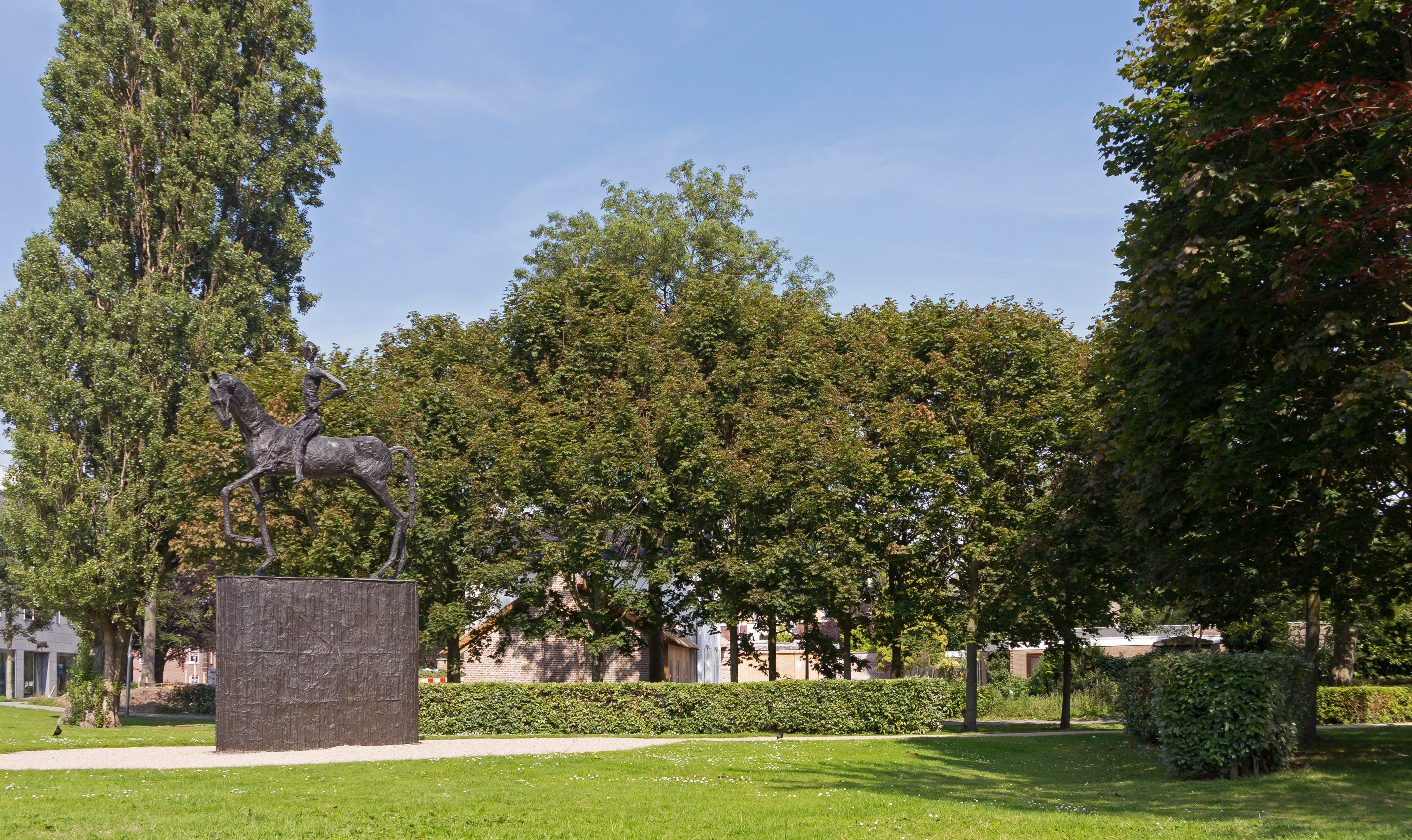
Skulptur in Rhoon